# Estación del Arte
Estación del Arte è una stazione della Linea 1 della Metropolitana di Madrid.
Si trova sotto Plaza del Emperador Carlos V, a meno di 500 metri dalla stazione ferroviaria di Madrid Atocha, ed è la stazione più vicina al Paseo del Prado insieme a quella di Banco de España.
Nelle vicinanze si trovano due dei musei più importanti della città: il Museo del Prado e il Museo Reina Sofía, in cui si può ammirare il dipinto Guernica.

## Storia
La stazione fu inaugurata nel 1920 e per circa 60 anni era la stazione di riferimento per i viaggiatori diretti alla stazione ferroviaria del Mediodía, oggi Atocha. In particolare, fino a quando si decise di inaugurare la stazione di Atocha Renfe che comunica direttamente con la stazione ferroviaria.
Attualmente la stazione di Estación del Arte presta servizio alla parte sud del Paseo del Prado e al quartiere Cortes del distretto Centro.
Nel 2007 la stazione fu totalmente riformata, decorando le pareti con vitrex di colore verde.

## Accessi
Vestibolo Atocha
- Atocha Gloreta de Carlos V 11

Vestibolo Ministerio de Agricultura aperto dalle 6:00 alle 21:40
- Ministerio Paseo de la Infanta Isabel 1

## Linee e connessioni
Oltre alla linea 1 della metropolitana, in superficie passano diverse linee urbane di autobus della EMT e alcune linee extraurbane che hanno il capolinea proprio nella Glorieta de Carlos V.
Precedentemente, fino all'apertura del nuovo snodo intermodale di Plaza Elíptica, si ubicavano in questa piazza i capolinea della maggior parte delle linee che avevano come destinazione i municipi situati lungo l'A-42.